# Aussig (Schiff, 1894)
Der Raddampfer Aussig wurde 1894 in der Schiffswerft Blasewitz gebaut. Das Schiff wurde unter dem Namen Wettin mit der Baunummer 35 auf Kiel gelegt. Im Jahr 1919 erfolgte die Umbenennung in Aussig, 1946 in Roudnice, 1954 in Morava, 1963 in Ještěd und 1964 in Jiskra.

## Die Zeit bis 1945

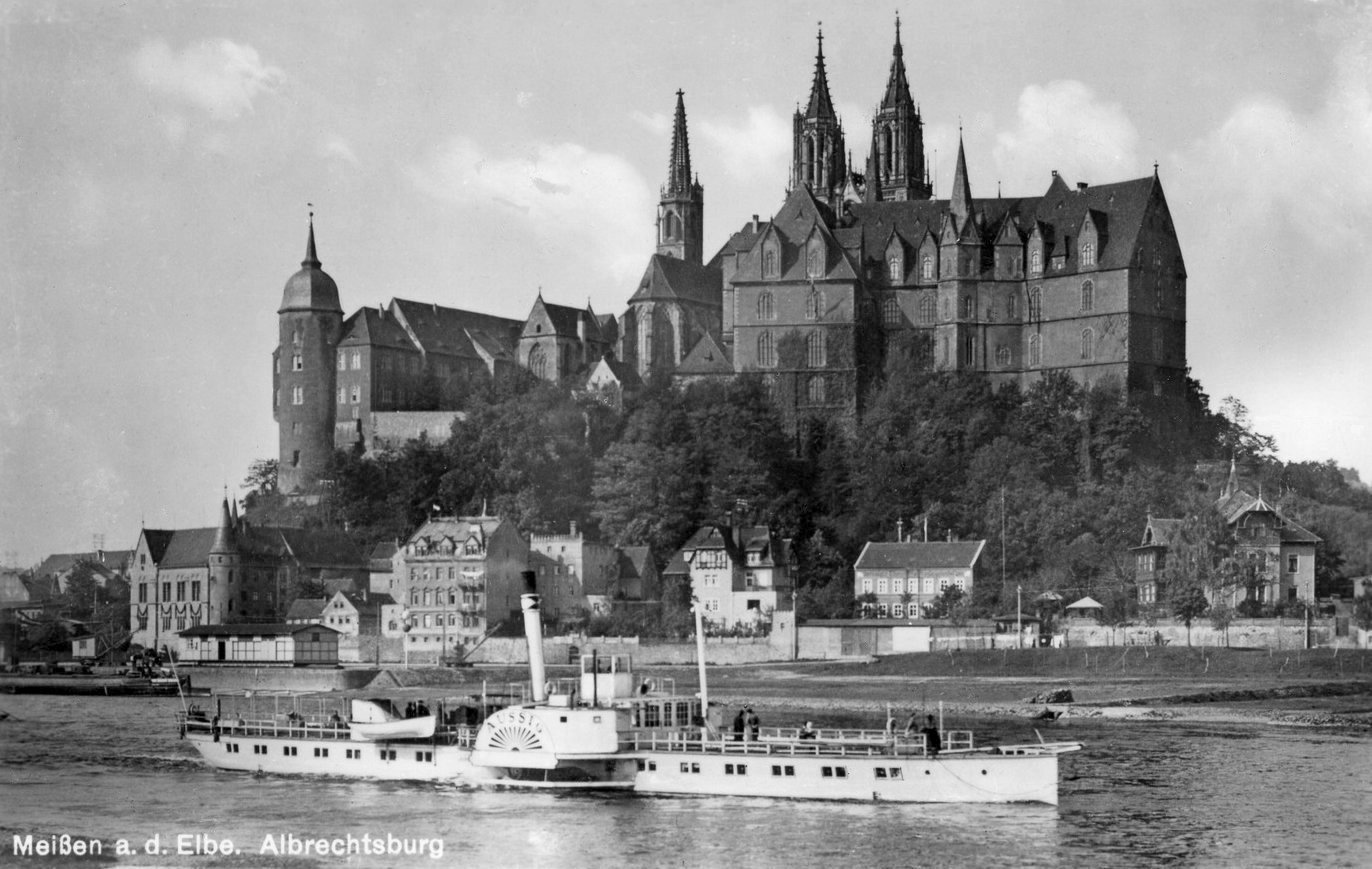
Raddampfer Aussig vor der Albrechtsburg in Meißen

Nach der Indienststellung als Glattdeckdampfer Pfingsten 1894 fuhr das Schiff bis 1923 für die Sächsisch-Böhmische Dampfschiffahrts-Gesellschaft (SBDG). Nach der Einstellung des Geschäftsbetriebes im Jahr 1923 fuhr das Schiff für die 1923 neu gegründete Sächsisch-Böhmische-Dampfschiffahrt, Aktiengesellschaft (SBDA). Der ab 1926 übliche weiße Anstrich der Schiffe brachte ihr den Namen Weiße Flotte ein. Namensgeber des Schiffes war das Adelsgeschlecht des Hauses Wettin. Im Gegensatz zu  den drei vorher gebauten Schiffen Tetschen, Leitmeritz und Austria erhielt es keine elektrische Beleuchtung. Aufgrund der 2 Tonnen schweren Lichtmaschine wäre der Tiefgang für den geplanten Einsatz zu groß gewesen. Eingesetzt wurde es gemeinsam mit der Prinz Georg auf der Strecke Hamburg – Prag.
Am 25. Mai 1919 wurde es wie alle Schiffe, die Namen eines Monarchen oder einer Monarchie trugen, umbenannt und erhielt den Namen Aussig, benannt nach dem Ort Aussig.
Im Winter 1926/27 erfolgten der Einbau einer Handsteuerwinde auf der Kommandobrücke und die Ausrüstung mit einer elektrischen Beleuchtung. Im Winter 1928/29 wurde eine Dampfsteuermaschine eingebaut und im Winter 1928/29 erhielt das Schiff den weißen Anstrich.
Am 16. Juli 1928 wurde die Aussig auf Grund von Niedrigwasser bei Großpriesen leck geschlagen.
Im Sommer 1943 erhielt die Aussig wie alle Dampfer einen Tarnanstrich. Am Ende des Zweiten Weltkrieges lag das Schiff im Hafen von Prossen.

## Die Zeit nach 1945
Am 26. August 1945 wurde die Aussig durch die Tschechoslowakische Republik beschlagnahmt und nach Děčín geschleppt. Hier wurde sie in den Bestand der Tschechoslowakische Schiffahrts-Aktiengesellschaft Elbe (Československou plavební akciovou společností labskou/ČPSL) eingegliedert. Die Beschlagnahme des Schiffes muss im Zusammenhang mit der Beteiligung der böhmischen Georg Schicht AG als einer der Hauptaktionäre an der SBDA gesehen werden. Das Schiff wurde 1946 in Roudnice (Raudnitz) umbenannt. Es war das zweite Schiff mit diesem Namen.
Am 22. Februar 1948 wurde die PPS verstaatlicht und 1950 im Handelsregister gelöscht. Am 1. Januar 1949 wurde die ČPSL in Tschechoslowakische Elbe-Schifffahrt (Československá plavba Labská/ČSPL) und am 1. Juli 1952 in Tschechoslowakische Elbe-Oder-Schifffahrt (Československá plavba labsko-oderská/ČSPLO) umbenannt.
Die Dampfmaschine des Schiffes war in einem schlechten Zustand. Deshalb wurde es nur in Prag eingesetzt. 1953/54 wurde das Schiff in der Werft im Hafen von Libeň einer Generalüberholung unterzogen. Die Dampfmaschine und der Dampfkessel wurden ausgebaut und durch die Dampfmaschine und den Dampfkessel der 1952 aufgelegten Štefánik ersetzt. Das Schiff erhielt einen Vorderdecksalon und den für die tschechischen Schiffe typischen kurzen Schornstein. Danach wurde es unter dem Namen Morava wieder in Prag eingesetzt. 
1961 wurde die Personenschifffahrt der Tschechoslowakei neu gegliedert und die Morava in Děčín stationiert. Hier wurde sie auf der Strecke Aussig – Herrnskretschen eingesetzt. Gelegentlich fuhr sie auch in die DDR. 1963 erfolgte die Umbenennung in Ještěd. Schon ein Jahr später, 1964, erhielt es den Namen Jiskra. 1966 wurde es nach dem Bruch der Kurbelwelle außer Dienst gestellt und als Seglerwohnheim genutzt. 1969 wurde es im Hafen von Rosawitz (Rozbělesy) abgewrackt.

## Die Dampfmaschine
Die Dampfmaschine war eine oszillierende Niederdruck-Zweizylinder-Zwillings-Dampfmaschine mit Einspritzkondensation. Gebaut wurde sie von der zur Oesterreichischen Nordwest Dampfschiffahrtsgesellschaft gehörenden Sächsischen Dampfschiffs- und Maschinenbauanstalt in Dresden. Die Leistung betrug 120 PSi. Der  Zwei-Flammrohr-Kofferkessel wurde von der Schiffswerft Übigau der Deutschen Elbschiffahrts-Gesellschaft, Kette geliefert. 1953/54 wurde die Dampfmaschine durch die oszillierende Hochdruck-Zweizylinder-Verbund-Dampfmaschine mit Einspritzkondensation der 1895 gebauten Štefánik ersetzt. Die Leistung betrug 102 PSi. Gebaut wurde sie, wie auch der ebenfalls aus der Štefánik stammende Dampfkessel mit 10 bar Dampfdruck von der oben genannten Sächsischen Dampfschiffs- und Maschinenbauanstalt.

## Kapitäne des Schiffes
- Gustav Adolf Thieme 1895
- Gustav Eduard Hering 1896–1913
- Robert Ferdinand Leinweber 1914–1918
- Wilhelm Wirsam 1919
- Robert Ferdinand Leinweber 1920